# Bitozeves
Bitozeves település Csehországban, Lounyi járásban. Bitozeves Lišany, Výškov, Postoloprty, Staňkovice, Velemyšleves és Blažim településekkel határos. Lakosainak száma 525 fő (2024. január 1.).

## Népesség
A település lakosságának változását az alábbi diagram mutatja:
| Lakosok száma | 1134 | 1330 | 1348 | 636  | 424  | 383  | 431  | 447  | 418  | 525  |
|               | 1869 | 1900 | 1921 | 1961 | 1980 | 2011 | 2016 | 2019 | 2021 | 2024 |